# Temporada 2012-2013 del FC Barcelona
La temporada 2012-13 el primer equip de futbol del FC Barcelona aconseguí el campionat de Lliga de Primera Divisió, caigué a la Copa del Rei derrotat pel Reial Madrid CF i a les semifinals de la Champions League pel FC Bayern de Múnic.

## Plantilla
La relació de jugadors de la plantilla del Barça la temporada 2012-13 és la següent:
| N. | Pos. | Nac. | Jugador                    |
| -- | ---- | --- | -------------------------- |
| 1  | POR  | [[Fitxer:Flag of Catalonia.svg\|23x15px\|border \|alt=Catalunya\|link=Selecció de futbol de Catalunya\|{{#if:\|]]   | Víctor Valdés (3r capità)  |
| 2  | DEF  | [[Fitxer:Flag of Brazil.svg\|23x15px\|border \|alt=Brasil\|link=Selecció de futbol del Brasil\|{{#if:\|]]           | Dani Alves                 |
| 3  | DEF  | [[Fitxer:Flag of Catalonia.svg\|23x15px\|border \|alt=Catalunya\|link=Selecció de futbol de Catalunya\|{{#if:\|]]   | Gerard Piqué               |
| 4  | MIG  | [[Fitxer:Flag of Catalonia.svg\|23x15px\|border \|alt=Catalunya\|link=Selecció de futbol de Catalunya\|{{#if:\|]]   | Cesc Fàbregas              |
| 5  | DEF  | [[Fitxer:Flag of Catalonia.svg\|23x15px\|border \|alt=Catalunya\|link=Selecció de futbol de Catalunya\|{{#if:\|]]   | Carles Puyol (1r capità)   |
| 6  | MIG  | [[Fitxer:Flag of Catalonia.svg\|23x15px\|border \|alt=Catalunya\|link=Selecció de futbol de Catalunya\|{{#if:\|]]   | Xavi Hernández (2n capità) |
| 7  | DAV  | [[Fitxer:Flag of Spain.svg\|23x15px\|border \|alt=Espanya\|link=Selecció de futbol d'Espanya\|{{#if:\|]]            | David Villa                |
| 8  | MIG  | [[Fitxer:Flag of Spain.svg\|23x15px\|border \|alt=Espanya\|link=Selecció de futbol d'Espanya\|{{#if:\|]]            | Andrés Iniesta (4t capità) |
| 9  | DAV  | [[Fitxer:Flag of Chile.svg\|23x15px\|border \|alt=Xile\|link=Selecció de futbol de Xile\|{{#if:\|]]                 | Alexis Sánchez             |
| 10 | DAV  | [[Fitxer:Flag of Argentina.svg\|23x15px\|border \|alt=Argentina\|link=Selecció de futbol de l'Argentina\|{{#if:\|]] | Lionel Messi               |
| 11 | MIG  | [[Fitxer:Flag of Spain.svg\|23x15px\|border \|alt=Espanya\|link=Selecció de futbol d'Espanya\|{{#if:\|]]            | Thiago Alcántara           |
| 12 | MIG  | [[Fitxer:Flag of Mexico.svg\|23x15px\|border \|alt=Mèxic\|link=Selecció de futbol de Mèxic\|{{#if:\|]]              | Jonathan dos Santos        |
| 13 | POR  | [[Fitxer:Flag of Spain.svg\|23x15px\|border \|alt=Espanya\|link=Selecció de futbol d'Espanya\|{{#if:\|]]            | José Manuel Pinto          |

| N. | Pos. | Nac. | Jugador           |
| -- | ---- | --- | ----------------- |
| 14 | MIG  | [[Fitxer:Flag of Argentina.svg\|23x15px\|border \|alt=Argentina\|link=Selecció de futbol de l'Argentina\|{{#if:\|]]             | Javier Mascherano |
| 15 | DEF  | [[Fitxer:Flag of Catalonia.svg\|23x15px\|border \|alt=Catalunya\|link=Selecció de futbol de Catalunya\|{{#if:\|]]               | Marc Bartra       |
| 16 | MIG  | [[Fitxer:Flag of Catalonia.svg\|23x15px\|border \|alt=Catalunya\|link=Selecció de futbol de Catalunya\|{{#if:\|]]               | Sergio Busquets   |
| 17 | DAV  | [[Fitxer:Flag of Spain.svg\|23x15px\|border \|alt=Espanya\|link=Selecció de futbol d'Espanya\|{{#if:\|]]                        | Pedro Rodríguez   |
| 18 | DEF  | [[Fitxer:Flag of Catalonia.svg\|23x15px\|border \|alt=Catalunya\|link=Selecció de futbol de Catalunya\|{{#if:\|]]               | Jordi Alba        |
| 19 | DEF  | [[Fitxer:Flag of Catalonia.svg\|23x15px\|border \|alt=Catalunya\|link=Selecció de futbol de Catalunya\|{{#if:\|]]               | Martín Montoya    |
| 21 | DEF  | [[Fitxer:Flag of Brazil.svg\|23x15px\|border \|alt=Brasil\|link=Selecció de futbol del Brasil\|{{#if:\|]]                       | Adriano Correia   |
| 22 | DEF  | [[Fitxer:Flag of France (1794–1815, 1830–1974).svg\|23x15px\|border \|alt=França\|link=Selecció de futbol de França\|{{#if:\|]] | Éric Abidal       |
| 25 | MIG  | [[Fitxer:Flag of Cameroon.svg\|23x15px\|border \|alt=Camerun\|link=Selecció de futbol del Camerun\|{{#if:\|]]                   | Alex Song         |
| 26 | DEF  | [[Fitxer:Flag of Catalonia.svg\|23x15px\|border \|alt=Catalunya\|link=Selecció de futbol de Catalunya\|{{#if:\|]]               | Marc Muniesa      |
| 37 | DAV  | [[Fitxer:Flag of Catalonia.svg\|23x15px\|border \|alt=Catalunya\|link=Selecció de futbol de Catalunya\|{{#if:\|]]               | Cristian Tello    |

Els equips que disputen la lliga espanyola de futbol estan limitats a tenir en la plantilla un màxim de tres jugadors sense passaport de la Unió Europea. La llista inclou només la principal nacionalitat de cada jugador. Alguns jugadors no europeus tenen doble nacionalitat d'algun país de la UE:
- Dani Alves té passaport espanyol.
- Messi té passaport espanyol.
- Javier Mascherano té passaport italià.
- Adriano Correia té passaport espanyol.

Alguns jugadors tenen també una segona nacionalitat d'algun país de fora de la UE:
- Thiago Alcántara té passaport brasiler.

Font: Web oficial del FC Barcelona

### Jugadors del filial
Jugadors del filial que han disputat algun minut en partit oficial aquesta temporada:
| N. | Pos. | Nac. | Jugador                                                                  |
| -- | ---- | --- | ------------------------------------------------------------------------ |
| —  | DAV  | [[Fitxer:Flag of Catalonia.svg\|23x15px\|border \|alt=Catalunya\|link=Selecció de futbol de Catalunya\|{{#if:\|]] | Gerard Deulofeu (Ha jugat la Lliga, Lliga de Campions i la Copa del Rei) |
| —  | MIG  | [[Fitxer:Flag of Catalonia.svg\|23x15px\|border \|alt=Catalunya\|link=Selecció de futbol de Catalunya\|{{#if:\|]] | Sergi Roberto (Ha jugat la Lliga de Campions i la Copa del Rei)          |
| —  | DEF  | [[Fitxer:Flag of Catalonia.svg\|23x15px\|border \|alt=Catalunya\|link=Selecció de futbol de Catalunya\|{{#if:\|]] | Carles Planas (Ha jugat la Lliga de Campions i la Copa del Rei)          |
| —  | MIG  | [[Fitxer:Flag of Brazil.svg\|23x15px\|border \|alt=Brasil\|link=Selecció de futbol del Brasil\|{{#if:\|]]         | Rafa Alcántara "Rafinha" (Ha jugat la Lliga de Campions)                 |

### Altes
| N. | Pos. | Nac. | Jugador                                              |
| -- | ---- | --- | ---------------------------------------------------- |
| 37 | DAV  | [[Fitxer:Flag of Catalonia.svg\|23x15px\|border \|alt=Catalunya\|link=Selecció de futbol de Catalunya\|{{#if:\|]] | Cristian Tello (Puja del filial)                     |
| 15 | DEF  | [[Fitxer:Flag of Catalonia.svg\|23x15px\|border \|alt=Catalunya\|link=Selecció de futbol de Catalunya\|{{#if:\|]] | Marc Bartra (Puja del filial)                        |
| 19 | DEF  | [[Fitxer:Flag of Catalonia.svg\|23x15px\|border \|alt=Catalunya\|link=Selecció de futbol de Catalunya\|{{#if:\|]] | Martín Montoya (Puja del filial)                     |
| 26 | DEF  | [[Fitxer:Flag of Catalonia.svg\|23x15px\|border \|alt=Catalunya\|link=Selecció de futbol de Catalunya\|{{#if:\|]] | Marc Muniesa (Puja del filial)                       |
| 12 | MIG  | [[Fitxer:Flag of Mexico.svg\|23x15px\|border \|alt=Mèxic\|link=Selecció de futbol de Mèxic\|{{#if:\|]]            | Jonathan dos Santos (Puja del filial)                |
| 18 | DEF  | [[Fitxer:Flag of Catalonia.svg\|23x15px\|border \|alt=Catalunya\|link=Selecció de futbol de Catalunya\|{{#if:\|]] | Jordi Alba (Fitxat del València CF per 14 milions €) |
| 25 | MIG  | [[Fitxer:Flag of Cameroon.svg\|23x15px\|border \|alt=Camerun\|link=Selecció de futbol del Camerun\|{{#if:\|]]     | Alex Song (Fitxat de l'Arsenal FC per 19 milions €)  |

### Baixes
| N. | Pos. | Nac. | Jugador                                  |
| -- | ---- | --- | ---------------------------------------- |
| —  | DEF  | [[Fitxer:Flag of Brazil.svg\|23x15px\|border \|alt=Brasil\|link=Selecció de futbol del Brasil\|{{#if:\|]]                         | Henrique (Se li rescindeix el contracte) |
| —  | DAV  | [[Fitxer:Flag of Catalonia.svg\|23x15px\|border \|alt=Catalunya\|link=Selecció de futbol de Catalunya\|{{#if:\|]]                 | Isaac Cuenca (Cedit a l'Ajax)            |
| —  | MIG  | [[Fitxer:Flag of Mali.svg\|23x15px\|border \|alt=Mali\|link=Selecció de futbol de Mali\|{{#if:\|]]                                | Seydou Keita (Finalització de contracte) |
| 20 | MIG  | [[Fitxer:Flag of the Netherlands.svg\|23x15px\|border \|alt=Països Baixos\|link=Selecció de futbol dels Països Baixos\|{{#if:\|]] | Ibrahim Afellay (Cedit al Schalke 04)    |
| 24 | DEF  | [[Fitxer:Flag of Catalonia.svg\|23x15px\|border \|alt=Catalunya\|link=Selecció de futbol de Catalunya\|{{#if:\|]]                 | Andreu Fontàs (Cedit al RCD Mallorca)    |

### Equip tècnic
- Entrenador:  Francesc 'Tito' Vilanova[9]
  - Segon entrenador:  Jordi Roura[10]
  - Entrenador de porters: José Ramon de la Fuente[11]
  - Delegat: Carles Naval[9]
- Responsable de la preparació física:  Aureli Altimira[10]
  - Preparador físic: Francisco Paco Seirul·lo,[9] Francesc Cos,[9] Eduard Pons[11]
- Responsable de l'equip mèdic: Ramon Canal
  - Metges: Dr. Ricard Pruna,[9] Dr. Daniel Medina[9]
  - Recuperadors: Emili Ricart,[9] Juanjo Brau[9]
  - Fisioterapeutes: Jaume Munill,[9] Roger Gironès,[9] David Álvarez
  - Podòleg: Martín Rueda[9]
- Anàlisi tàctic i Scouting: Domènec Torrent,[9] Carles Planchart[9] i Àlex Garcia[11]
- Encarregats de material: Chema Corbella,[9] José Antonio Ibarz[9] i Gabriel Galán[9]
- Oficina d'Atenció al Jugador: Pepe Costa[9]
- Entrenador del filial:  Eusebio Sacristán

## Resultats
| PARTITS 2012-2013 |
| --- |
| 24—07—2012 Amistós. HAMBURG—BARCELONA 1—2 28-07—2012 Amistós. RAJA CLUB ATHLETIC-BARCELONA 0—8 31-07—2012 Supercopa Catalunya BARCELONA—ESPANYOL (Suspés) 04—06—2012 Amistós. Troteu de Paris. PARIS SAINT GERMAlN—BARCELONA 2—2 Guanyador el Barça per penals (1—4). 08-08-2012 Amistós. BARCELONA-MANCHESTER UNITED 0-0 Guanyador el Barça en la tanda de tres penals que es va Ilencar. (2-0). 11-08—2012 Amistós. DINAMO BUCAREST - BARCELONA 0-2 19-08—2012 Lliga (1) BARCELONA-REIAL SOCIETAT 5—1 20-08-2012 Trofeu Joan Gamper BARCELONA-SAMPDORIA 23-08-2012 Supercopa d'Espanya (anada). BARCELONA-REIAL MADRID 3—2 26-08-2012 Lliga (2) OSASUNA-BARCELONA 1-2 29-0&-2012 Supercopa d,Espanya (tomada) REIAL MADRID-BARCELONA 2-1 02-09—2012 Lliga (3) BARCELONA-VALENCIA 1-0 15—09-2012 Lliga (4) GETAFE—BARCELONA 1-4 19-09-2012 Lliga de Campions (1) BARCELONA-SPARTAK MOSCOU 3—2 22-09—2012 Lliga (5) BARCELONA-GRANADA 2—0 29-09-2012 Lliga (6) SEVILLA-BARCELONA 2-3 02-10-2012 Lliga de Campions (2) BENFICA - BARCELONA 0-2 07-10—2012 Lliga (7) BARCELONA - REIAL MADRID 2—2 20—10—2012 Lliga (8) DEPORTIVO—BARCELONA 4—5 23-10—2012 Lliga de Campions (3) BARCELONA-CELTIC 2-1 27—10-2012 Lliga (9) RAYO VALLECANO-BARCELONA 0-5 30-10—2012 Copa. (1/16 anada). ALABES-BARCELONA 0-3 03-11-2012 Lliga (10) BARCELONA-CELTA 3—1 07—11—2012 Lliga de Campions (4) CELTIC—BARCELONA 2—1 11—11—2012 Lliga (11) MALLORCA - BARCELONA 2-4 17-11-2012 Lliga (12) BARCELONA—SARAGOSSA 3-1 20-11-2012 Lliga de Campions (5) SPARTAK MOSCOU—BARCELONA 0—3 25-11-2012 Lliga (13) LLEVANT—BARCELONA 0—4 28-1 1-2012 Copa (1/16 tomada). BARCELONA—ALABES 3—1 01—12—2012 Lliga (14) BARCELONA-ATHLETIC CLUB 5—1 05—12—2012 Lliga de Campions (6) BARCELONA-BENFICA 0-0 09—12—2012 Lliga (15) BETIS-BARCELONA 1—2 12—12—2012 Copa (1/8, anada) CORDOVA-BARCELONA 0-2 16—12—2012 Lliga (16) BARCELONA—ATLETICO MADRID 4—1 22-12-2012 Lliga (17) VALLADOLID—BARCELONA 1-3 06-01-2013 Lliga (18) BARCELONA—ESPANYOL 4—0 10—01-2013 Copa (1/8. tomada) BARCELONA-CORDOVA 5-0 13-01-2013 Lliga (19) MALAGA-BARCELONA 1-3 16-01-2013 Copa. (1/4. anada) BARCELONA-MALAGA 2-2 19-01-2013 Lliga (20) REIAL SOCIETAT - BARCELONA 3—2 24—01-2013 Copa (1/4. tomada) MALAGA - BARCELONA 2-4 27—01-2013 Lliga (21) BARCELONA-OSASUNA 5-1 30—01-2013 Copa (1!2. anada) REIAL MADRID—BARCELONA 1—1 03—02—2013 Lliga (22) VALENCIA - BARCELONA 1—1 10-02-2013 Lliga (23) BARCELONA—GETAFE 6-1 16-02-2013 Lliga (24) GRANADA-BARCELONA 1-2 20-02-2013 Lliga de Campions (1/8, anada) MILAN-BARCELONA 2-0 23-02-2013 Lliga (25) BARCELONA-SEVILLA 2-1 26-02-2013 Copa (1/2, tomada) BARCELONA-REIAL MADRID 1-3 02-03-2013 Lliga (26) REIAL MADRID-BARCELONA 2-1 09-03-2013 Lliga (27) BARCELONA-DEPORTIVO 2-0 12-03-2013 Lliga de Campions (1/8, tomada) BARCELONA-MILAN 4-0 17-03-2013 Lliga (28) BARCELONA-RAYO VALLECANO 3-1 30-03-2013 Lliga (29) CELTA-BARCELONA 2-2 02-04-2013 Lliga de Campions (1/4, anada) PARIS SAINT GERMAIN-BARCELONA 2-2 06-04-2013 Lliga (30) BARCELONA-MALLORCA 5-0 10-04-2013 Lliga de Campions (1/4, tornada) BARCELONA-PARIS SAINT GERMAIN 1-1 14-04-2013 Lliga (31) SARAGOSSA-BARCELONA 0-3 17-04-2013 Copa Catalunya (semifinal, partit únic) GIMNÀSTIC-BARCELONA 0-1 20-04-2013 Lliga (32) BARCELONA-LLEVANT 1-0 23-04-2013 Lliga de Campions (1/2, anada) BAYERN-BARCELONA 4-0 27-04-2013 Lliga (33) ATHLETIC-BARCELONA 2-2 01-05-2013 Lliga de Campions (1/2, tomada) BARCELONA-BAYERN 0-3 05-05-2013 Lliga (34) BARCELONA-BETIS 4-2 12-05-2013 Lliga (35) ATLÈTIC MADRID-BARCELONA 1-2 19-05-2013 Lliga (36) BARCELONA-VALLADOLID 2-1 26-05-2013 Lliga (37) ESPANYOL-BARCELONA 0-2 29-05-2013 Copa Catalunya (final) BARCELONA-ESPANYOL 1-1 Campió el FC. Barcelona per penals (4-2) 01-06-2013 Lliga (38) BARCELONA-MÀLAGA 4-1 |

| 2011-2012 | 2013-2014 |